# Rhinopomastus
Rhinopomastus – rodzaj ptaków z rodziny sierpodudków (Phoeniculidae).

## Zasięg występowania
Rodzaj obejmuje gatunki występujące w Afryce.

## Morfologia
Długość ciała 21–30 cm; masa ciała 18–38,8 g.

## Systematyka

### Etymologia
- Rhinopomastus: gr. ῥις rhis, ῥινος rhinos „nozdrza”; πωμα pōma, πωματος pōmatos „pokrywa”[6].
- Scoptelus: gr. σκωπτηλος skōptēlos „przedrzeźniacz”, od σκωπτω skōptō „przedrzeźniać”[7]. Gatunek typowy: Promerops aterrimus J.F. Stephens, 1826.
- Iridoptilus: gr. ιρις iris, ιριδος iridos „tęcza, iryzacja”; πτιλον ptilon „upierzenie, pióro”[8]. Gatunek typowy: Promerops pusillus Swainson, 1837 (= Promerops aterrimus J.F. Stephens, 1826).

### Podział systematyczny
Do rodzaju należą następujące gatunki:
- Rhinopomastus aterrimus (Stephens, 1826) – czarnodudek ciemnodzioby
- Rhinopomastus cyanomelas (Vieillot, 1819) – czarnodudek większy
- Rhinopomastus minor (Rüppell, 1845) – czarnodudek czerwonodzioby